# Sven Nilsson (biatleta)
Para otras personas con este nombre, véase Sven Nilsson.
Sven Nilsson es un deportista sueco que compitió en biatlón. Ganó una medalla de oro en el Campeonato Mundial de Biatlón de 1958, en la prueba por equipos.

## Palmarés internacional
| Campeonato Mundial | Campeonato Mundial   | Campeonato Mundial | Campeonato Mundial |
| Año                | Lugar                | Medalla            | Prueba             |
| ------------------ | -------------------- | ------------------ | ------------------ |
| 1958               | Saalfelden (Austria) | Medalla de oro     | Equipo             |

- Datos: Q15478586